# س. جاي كوشران
س. جاي كوشران (بالإنجليزية: C. J. Cochran)‏ هو لاعب كرة قدم أمريكي في مركز حراسة المرمى، ولد في 17 سبتمبر 1991 في ألفاريتا في الولايات المتحدة. لعب مع أتلانتا سيلفرباكس واوكلاهوما سيتي أنرجي.

## وصلات خارجية
- س. جاي كوشران على موقع قاعدة بيانات كرة القدم.إي يو (الإنجليزية)
- س. جاي كوشران على موقع Soccerway.com (الإنجليزية)